# Habroleptoides kavron
Habroleptoides kavron is een haft uit de familie Leptophlebiidae. De wetenschappelijke naam van de soort is voor het eerst geldig gepubliceerd in 2011 door Kazanci & Türkmen.
De soort komt voor in het Palearctisch gebied.